# Myotis borneoensis
Myotis borneoensis — вид рукокрилих ссавців з родини лиликових.

## Таксономічна примітка
Таксон відокремлено від M. montivagus.

## Поширення
Країни проживання: Малайзія, Індонезія.

## Спосіб життя
Пейн та ін. (1985) і Wilson et al. (2006) зафіксували вид вздовж лісових струмків, тоді як зразки, зібрані на Калімантані, вийшли з печери в карстовій зоні.